# Abișag
Abișag este un personaj feminin din Vechiul Testament.
Conform tradiției biblice, era o tânără din așezarea Shunem, vestită pentru frumusețea ei.
A fost aleasă ca servitoare regelui David, când acesta era la bătrânețe.
După moartea lui David, al patrulea fiu al său, Adonia, dorește să o ia în căsătorie.
Regele succesor, Solomon, se teme că acesta aspiră la tron și dă ordin ca Adonia să fie ucis.
Unii specialiști sunt de părere că Abișag ar fi personajul principal din Cântarea Cântărilor.